# 厚木中央公園
厚木中央公園（あつぎちゅうおうこうえん）は、神奈川県厚木市寿町にある都市公園（近隣公園）。多目的広場を有し、防災機能を備えている。

## 歴史
この場所には1931年（昭和16年）創業の日本バルカー工業相模工場があった。工場跡地に公園が整備され、1997年（平成9年）4月に厚木中央公園が開園した。
2010年（平成22年）9月18日・9月19日にはB-1グランプリin厚木が開催された。

## 地理

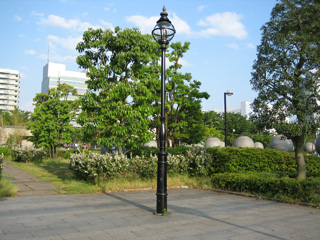
ガス灯

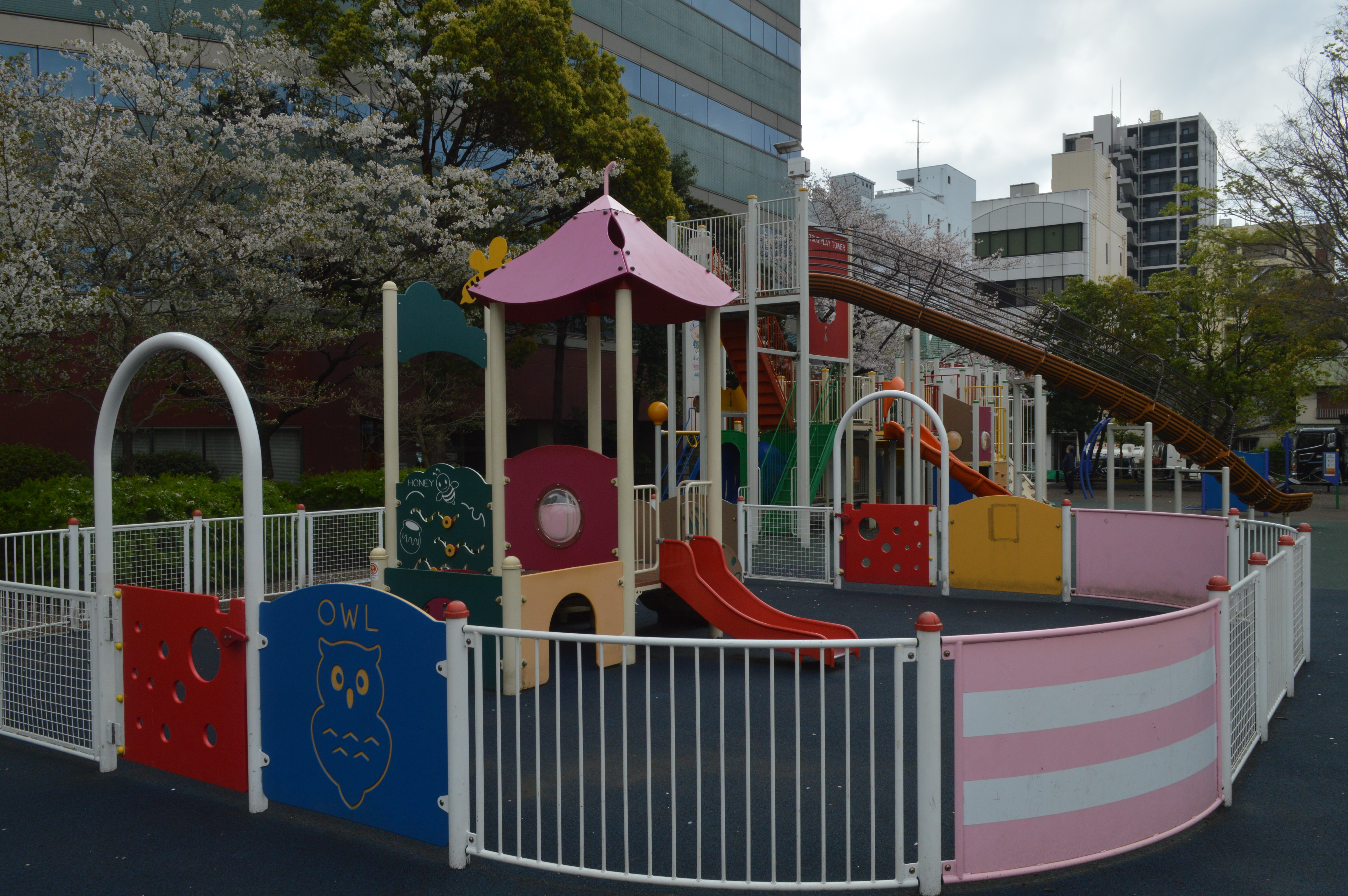
遊戯広場

厚木市役所の北側、厚木市立厚木中学校の東側に位置する。総面積は約1.9ヘクタール。毎年開催されるあつぎ鮎まつりの際には公園に特設ステージおよび模擬店が設けられる。
中央部には多目的広場とケヤキ広場がある。かつては西側の憩いの広場に池と球形のオブジェが並んでおり、噴水となっているオブジェの上部から水が湧き出していた。4基のガス灯（天然ガス利用）が設置されている。
地下には厚木市営駐車場が整備されている。地下備蓄倉庫や耐震性地下貯水槽などの防災機能を備えており、厚木市の指定避難場所となっている。

## 施設
- 多目的広場
- 憩いの広場
- 遊戯広場（大型遊具を設置）
- トイレ
- 市営地下駐車場（乗用車500台収容、有料）
- 地下備蓄倉庫
- 耐震性地下貯水槽